# قارچ کلاه‌چرب خجالتی
قارچ کلاه‌چرب خجالتی (نام علمی: Hygrophorus pudorinus) نام یک گونه از سرده کلاه‌چرب‌ها است.